# Liljeholmsbadet

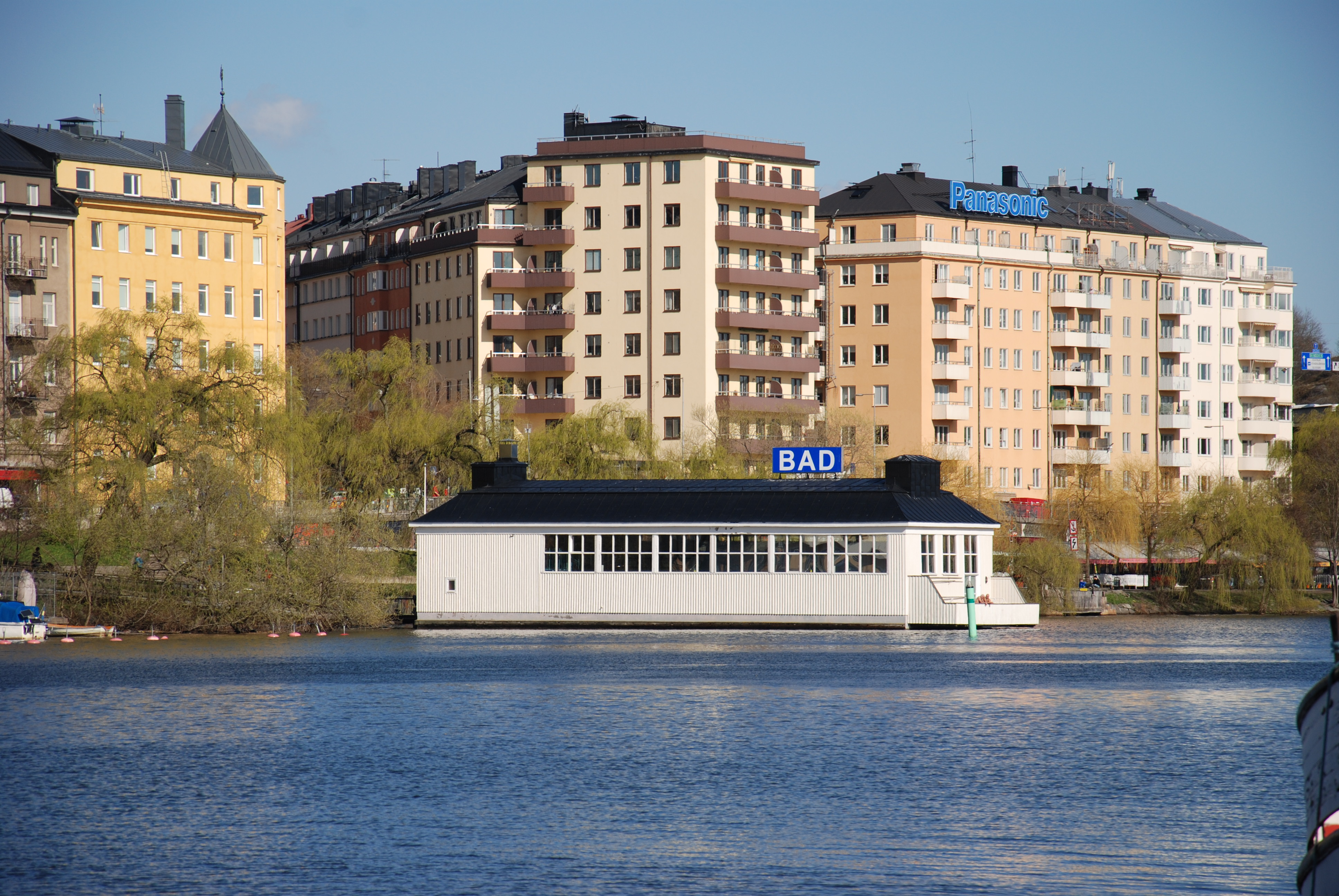
Liljeholmsbadet, från Liljeholmen, 2012.

Liljeholmsbadet är ett pontonbadhus som ligger i Liljeholmsviken vid Hornstulls strand på Södermalm i Stockholms innerstad. Badet är stängt sedan 2016 och en rivning diskuteras i mars 2021. Byggnaden är grönmärkt av Stadsmuseet i Stockholm vilket innebär ”att den representerar ett högt kulturhistoriskt värde och är särskilt värdefull från historisk, kulturhistorisk, miljömässig eller konstnärlig synpunkt”.

## Historik
Badhuset invigdes år 1930, då fanns flera flytande badhus på Stockholms vattendrag. Det är byggt på Brandholmens varv  i Nyköping och fraktades till Stockholm via Södertälje kanal . För ritningarna svarade Gunnar Leche. På 1950-talet sjönk anläggningen och fick bärgas, då renoverades och moderniserades badet och flyttades cirka 100 meter längre västerut.  
En större renovering genomfördes 2001, där Liljeholmsbadets vänner bidrog med en del renoveringsarbeten på frivillig bas.
Bassängen är 16,7 meter lång och 0,9-2,7 meter djup, och vattnet är cirka 30 grader varmt.
Badet är (januari 2018) stängt på obestämd tid på grund av anläggningens dåliga skick. Stockholms stad planerar därför att riva anläggningen. Skönhetsrådet som är remissinstans i stadsmiljöfrågor vill däremot se en ny, oberoende utredning av badets skick och understryker badets kulturhistoriska värde och betydelse för rekreation. Även Stadsmuseet avstyrker en rivning. 

## Historiska bilder

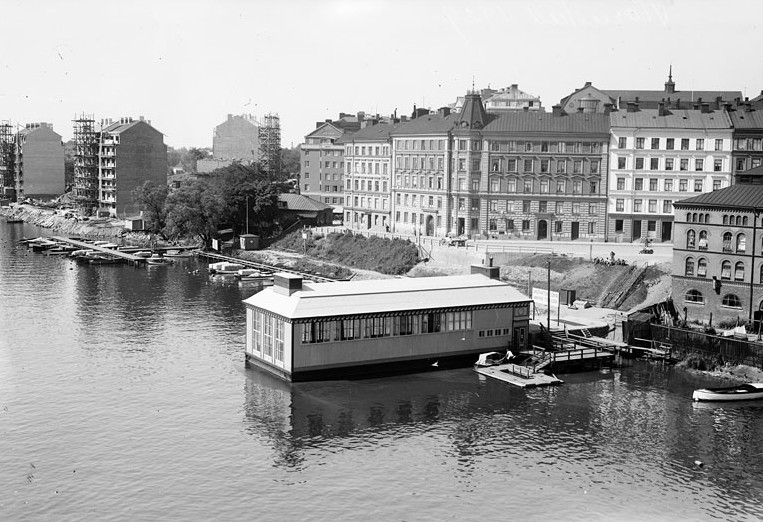
Badet vid invigningen 1930.
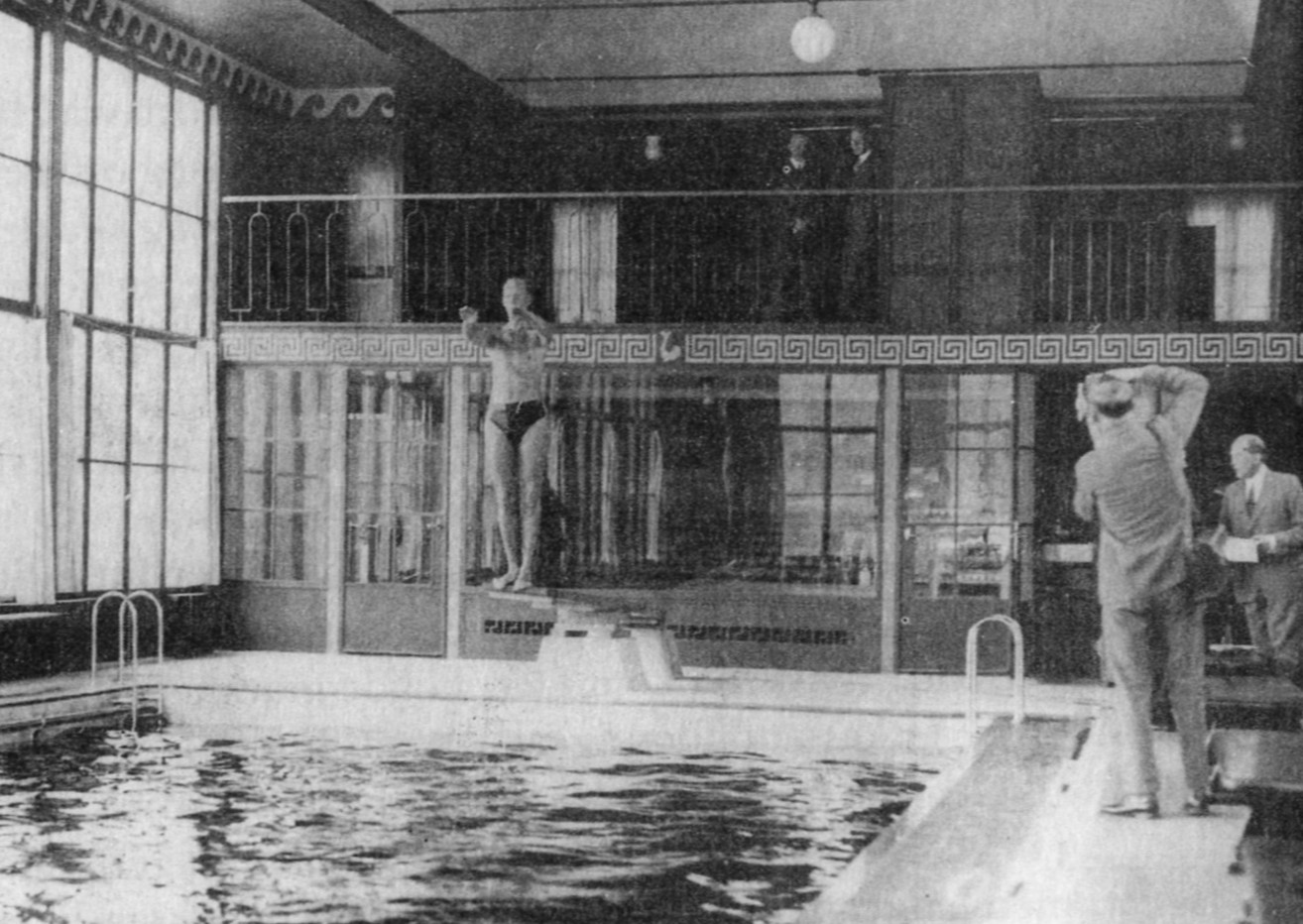
Badets interiör 1948.
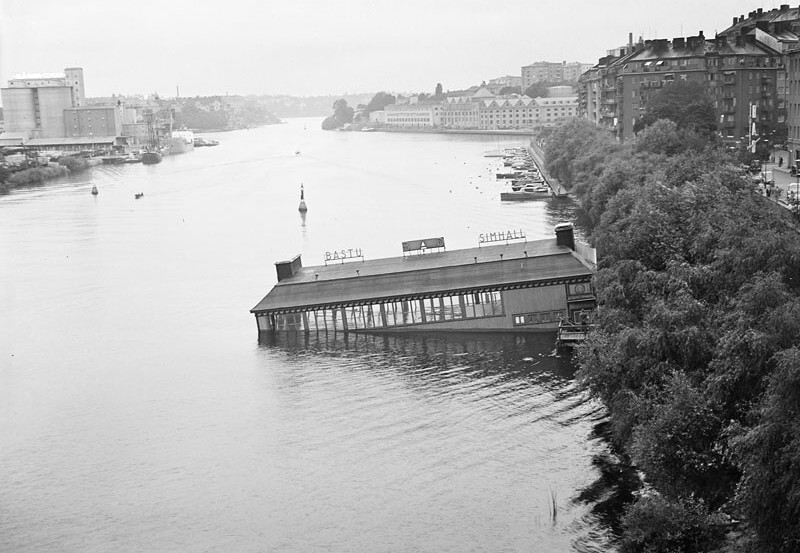
Badet sjunker den  23 juli 1950.
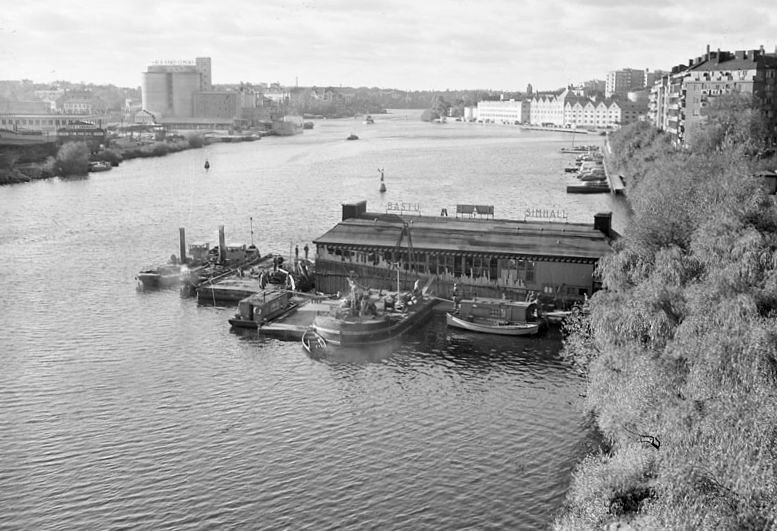
Liljeholmsbadet bärgas 1950.

## Nutida bilder

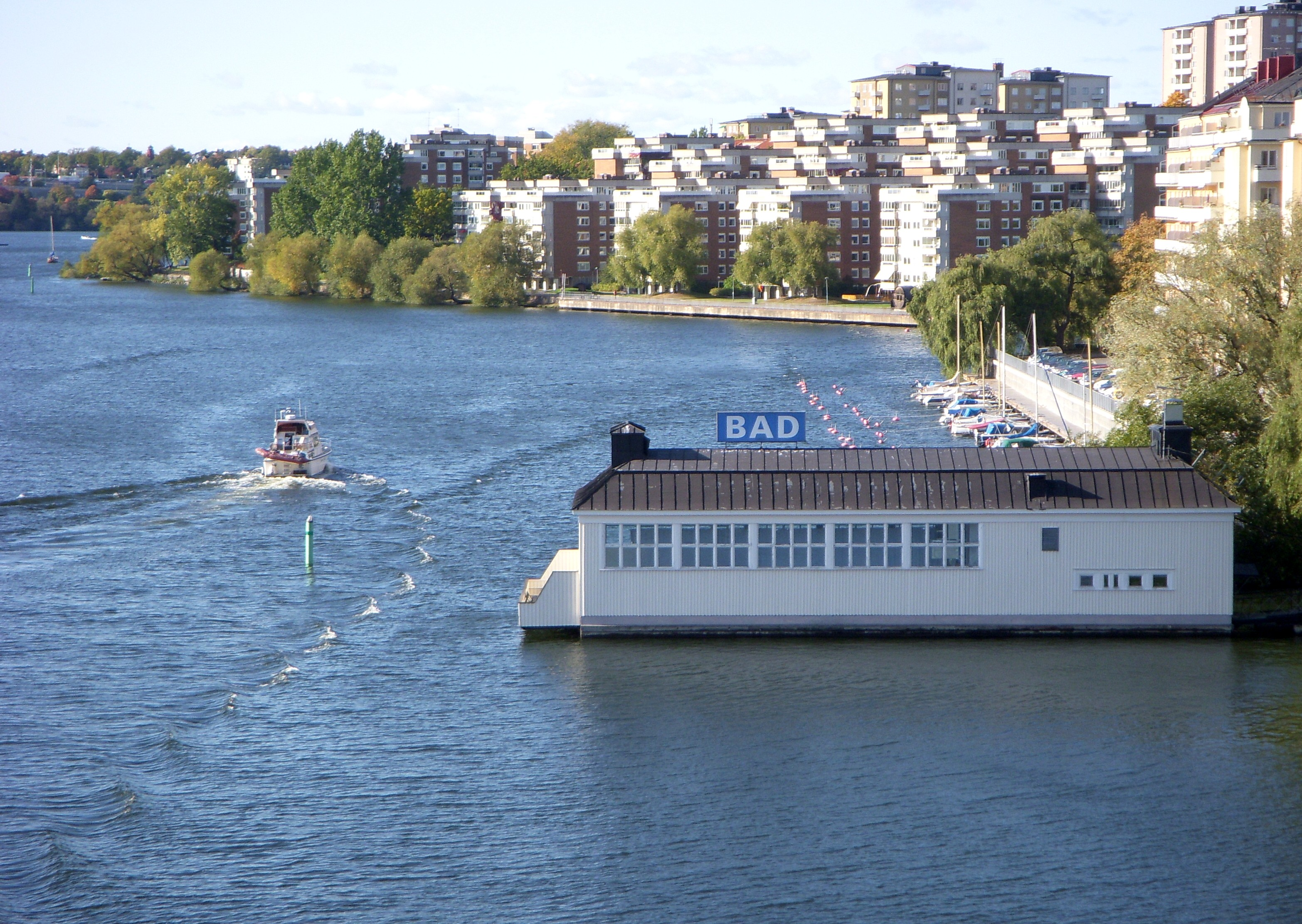
Badet sett från Liljeholmsbron.
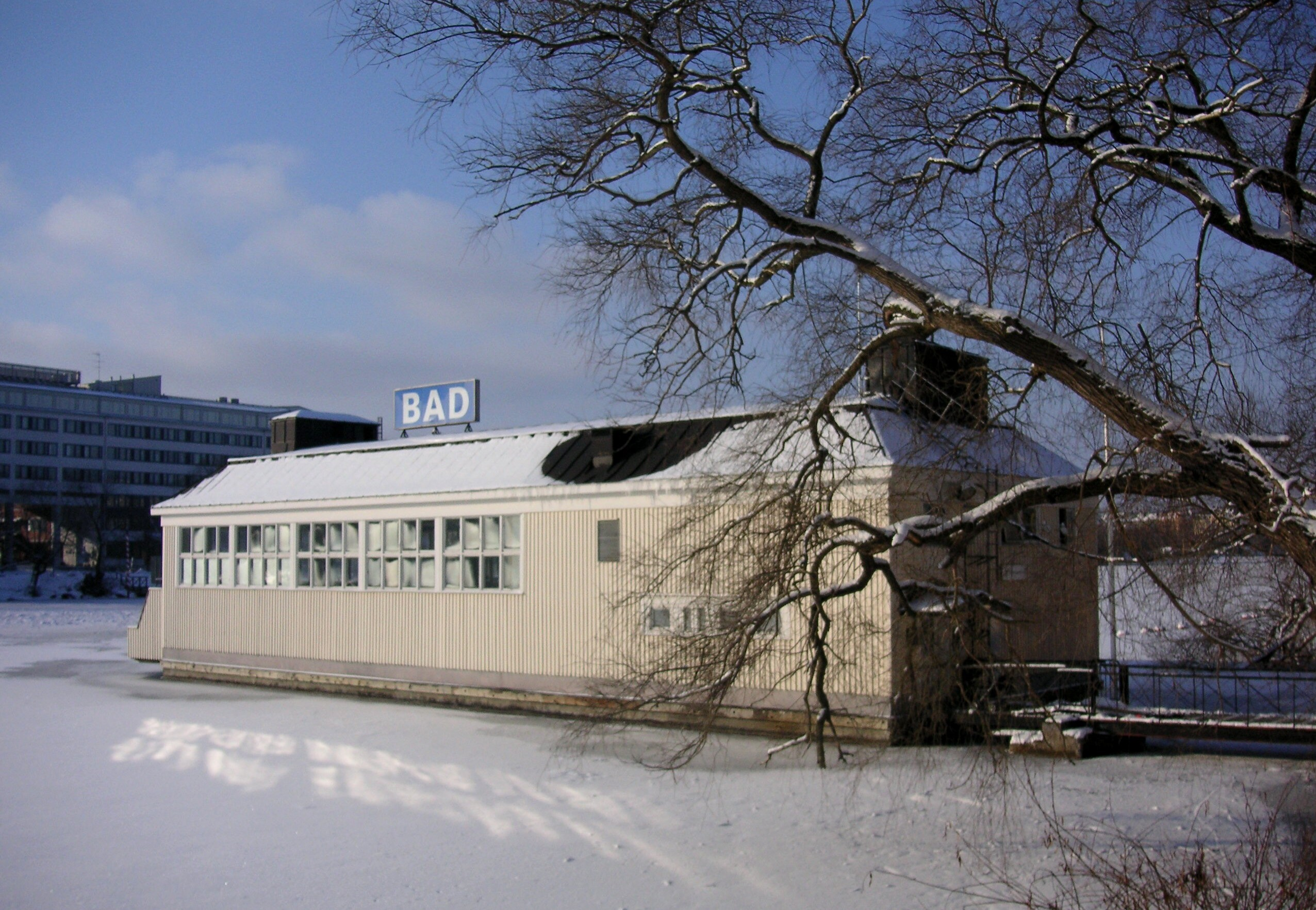
Badet i februari 2006.
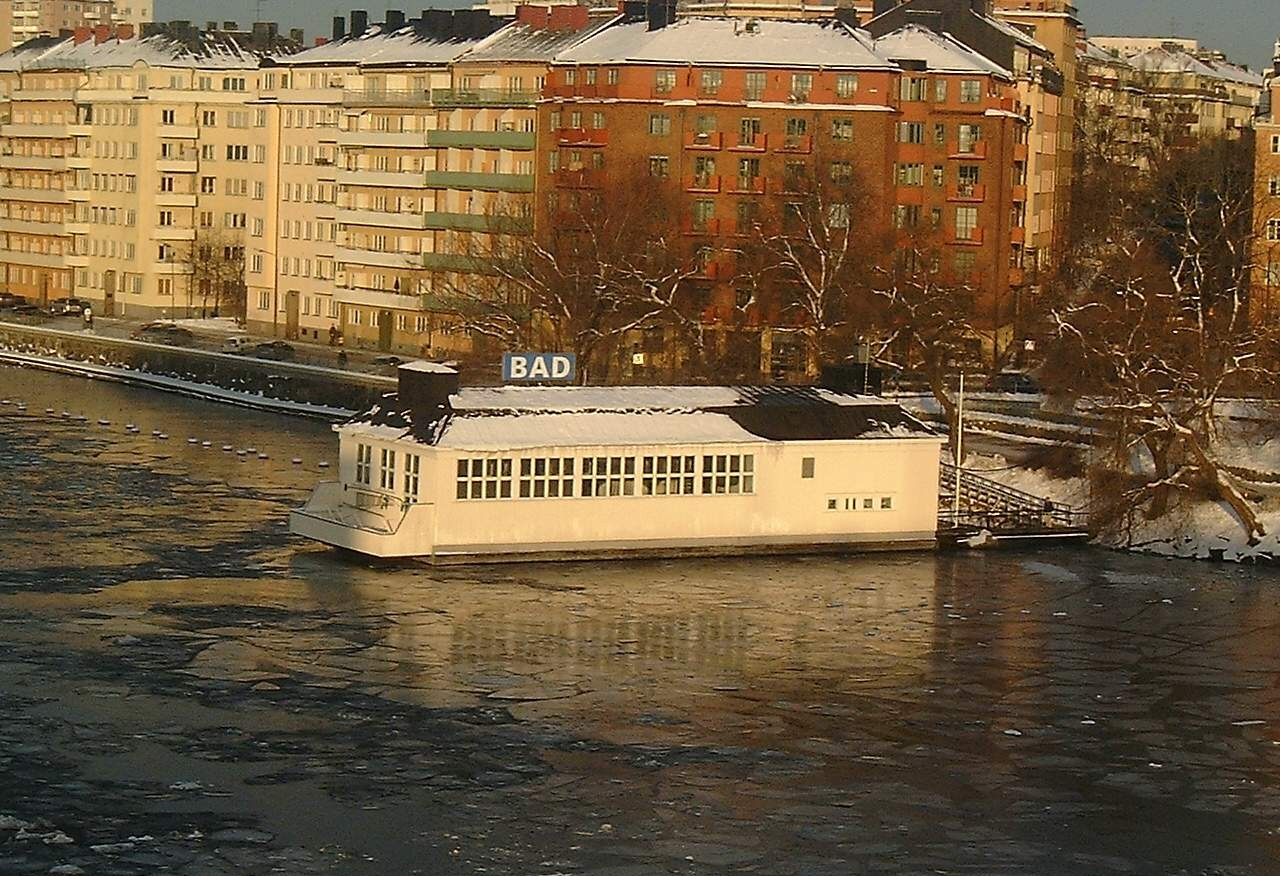
Badet sett från Liljeholmsbron.
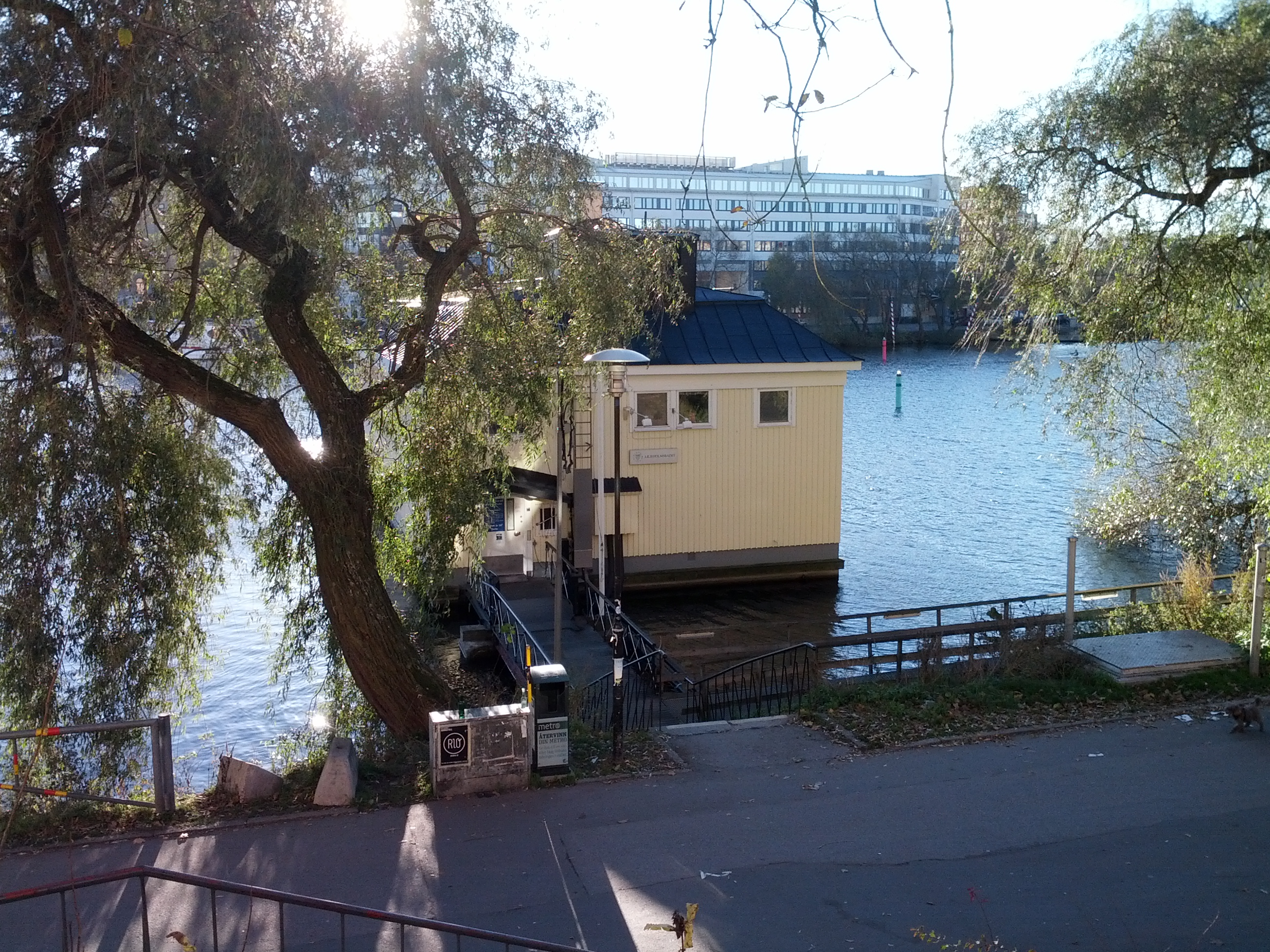
Badets entré från Hornstulls strand, 2012.